# 코스타리카의 대통령

코스타리카의 국장

코스타리카의 대통령(Presidente de Costa Rica)은 코스타리카를 통치하는 국가 수반이다.
임기는 4년 단임제이며, 중임이 불가능하다. 코스타리카의 총리는 없으며, 부통령이 존재한다. 현재 대통령은 로드리고 차베스 로블레스이며, 부통령은 엡시 캠벨 바와 마빈 로드리게스이다.